# Satellite Award per il miglior cast
Il Satellite Award per il miglior cast è un riconoscimento annuale dei Satellite Awards, consegnato dall'International Press Academy. 
Il premio è presente dal 1998 per il cinema e dal 2001 per la televisione.

## Cinema

### 1998-1999
- 1998: Boogie Nights - L'altra Hollywood (Boogie Nights)

Mark Wahlberg, Burt Reynolds, Julianne Moore, John C. Reilly, Heather Graham, Don Cheadle, Philip Seymour Hoffman, Luis Guzmán, William H. Macy, Robert Ridgely, Ricky Jay, Nicole Ari Parker, Melora Walters, Philip Baker Hall, Thomas Jane, Alfred Molina, Joanna Gleason
- 1999: La sottile linea rossa (The Thin Red Line)

Jim Caviezel, Sean Penn, Adrien Brody, Nick Nolte, Elias Koteas, Ben Chaplin, Dash Mihok, John Cusack, John C. Reilly, Woody Harrelson, Miranda Otto, Jared Leto, George Clooney, John Travolta, Nick Stahl, John Savage, Tim Blake Nelson, Kirk Acevedo, Thomas Jane, Penelope Allen

### 2000-2009
- 2000: Magnolia

Jeremy Blackman, Tom Cruise, Melinda Dillon, April Grace, Luis Guzmán, Philip Baker Hall, Philip Seymour Hoffman, Ricky Jay, William H. Macy, Alfred Molina, Julianne Moore, Michael Murphy, John C. Reilly, Jason Robards, Michael Bowen, Melora Walters, Henry Gibson, Felicity Huffman, Don McManus, Michael Shamus Wiles
- 2001: Traffic

Steven Bauer, Benjamin Bratt, James Brolin, Don Cheadle, Erika Christensen, Clifton Collins Jr., Viola Davis, Benicio del Toro, Michael Douglas, Miguel Ferrer, Albert Finney, Topher Grace, Luis Guzmán, Salma Hayek, Amy Irving, Tomas Milian, Enrique Murciano, D. W. Moffett, James Pickens Jr., Dennis Quaid, Peter Riegert, Jacob Vargas, Catherine Zeta-Jones
- 2002: Gosford Park

Eileen Atkins, Bob Balaban, Alan Bates, Charles Dance, Stephen Fry, Michael Gambon, Richard E. Grant, Tom Hollander, Derek Jacobi, Kelly Macdonald, Helen Mirren, Jeremy Northam, Clive Owen, Ryan Phillippe, Kristin Scott Thomas, Maggie Smith, Geraldine Somerville, Sophie Thompson, Emily Watson, James Wilby
- 2003: Il Signore degli Anelli - Le due torri (The Lord of the Rings: The Two Towers)

Elijah Wood, Ian McKellen, Viggo Mortensen, Sean Astin, Liv Tyler, John Rhys-Davies, Bernard Hill, Billy Boyd, Dominic Monaghan, Orlando Bloom, Christopher Lee, Robyn Malcolm, Sean Bean, Ian Holm, Andy Serkis
- 2005 (gennaio): Sideways - In viaggio con Jack (Sideways)

Thomas Haden Church, Paul Giamatti, Virginia Madsen, Sandra Oh
- 2005 (dicembre): Crash - Contatto fisico (Crash)

Ludacris, Sandra Bullock, Don Cheadle, Matt Dillon, Jennifer Esposito, William Fichtner, Brendan Fraser, Terrence Howard, Thandie Newton, Ryan Phillippe, Larenz Tate
- 2006: The Departed - Il bene e il male (The Departed)

Anthony Anderson, Alec Baldwin, Matt Damon, Leonardo DiCaprio, Vera Farmiga, Jack Nicholson, Martin Sheen, Mark Wahlberg, Ray Winstone
- 2007: Onora il padre e la madre (Before the Devil Knows You're Dead)

Albert Finney, Rosemary Harris, Ethan Hawke, Philip Seymour Hoffman, Brían F. O'Byrne, Amy Ryan, Michael Shannon, Marisa Tomei
- 2009: Nine

Daniel Day-Lewis, Marion Cotillard, Sophia Loren, Judi Dench, Nicole Kidman, Penélope Cruz, Fergie, Kate Hudson

### 2010-2019
- 2011: The Help

Anna Camp, Jessica Chastain, Viola Davis, Nelsan Ellis, Bryce Dallas Howard, Dana Ivey, Allison Janney, Leslie Jordan, Brian Kerwin, Chris Lowell, Ahna O'Reilly, David Oyelowo, Lila Rogers, Sissy Spacek, Octavia Spencer, Mary Steenburgen, Emma Stone, Cicely Tyson e Mike Vogel
- 2012: Les Misérables

Hugh Jackman, Russell Crowe, Anne Hathaway, Amanda Seyfried, Eddie Redmayne, Samantha Barks, Helena Bonham Carter, Sacha Baron Cohen
- 2013/2014: Nebraska

Bruce Dern, Will Forte, June Squibb, Stacy Keach, Bob Odenkirk, Mary Louise Wilson, Missy Doty, Angela McEwan, Rance Howard, Devin Ratray, Melinda Simonsen e Roger Stuckwisch
- 2015: Into the Woods

Christine Baranski, Tammy Blanchard, Emily Blunt, James Corden, Lilla Crawford, Frances de la Tour, Johnny Depp, Daniel Huttlestone, Anna Kendrick, Billy Magnussen, MacKenzie Mauzy, Chris Pine, Lucy Punch, Meryl Streep e Tracey Ullman
- 2016: Il caso Spotlight (Spotlight)

Brian d'Arcy James, Michael Keaton, Rachel McAdams, Mark Ruffalo, Liev Schreiber, John Slattery e Stanley Tucci
- 2017: Il diritto di contare (Hidden Figures)

Mahershala Ali, Kevin Costner, Kirsten Dunst, Taraji P. Henson, Aldis Hodge, Janelle Monáe, Jim Parsons, Glen Powell, Kimberly Quinn ed Octavia Spencer
- 2018: Mudbound

Jonathan Banks, Mary J. Blige, Jason Clarke, Garrett Hedlund, Jason Mitchell, Rob Morgan e Carey Mulligan
- 2019: La favorita (The Favourite)

### 2020-2029
- 2020: Cena con delitto - Knives Out (Knives Out), regia di Rian Johnson
- 2021: Il processo ai Chicago 7 (The Trial of the Chicago 7)
- 2022: Il potere del cane (The Power of the Dog)

Benedict Cumberbatch, Kirsten Dunst, Jesse Plemons, Kodi Smit-McPhee, Thomasin McKenzie, Genevieve Lemon, Keith Carradine, Frances Conroy, Peter Carroll, Alison Bruce, Sean Keenan, Adam Beach, Alice Englert, Maeson Stone Skuccedal
- 2023: Glass Onion - Knives Out (Glass Onion: A Knives Out Mystery)

Daniel Craig, Edward Norton, Janelle Monáe, Kathryn Hahn, Leslie Odom Jr., Kate Hudson, Dave Bautista, Jessica Henwick, Madelyn Cline, Noah Segan, Jackie Hoffman, Dallas Roberts, Ethan Hawke, Hugh Grant, Stephen Sondheim, Natasha Lyonne, Adam Davenport, Kareem Abdul-Jabbar, Serena Williams, Yo-Yo Ma, Angela Lansbury
- 2024: Oppenheimer

Cillian Murphy, Emily Blunt, Matt Damon, Robert Downey Jr., Florence Pugh, Josh Hartnett, Casey Affleck, Rami Malek, Kenneth Branagh, Benny Safdie, Jason Clarke, Dylan Arnold, Tom Conti, James D'Arcy, David Dastmalchian, Dane DeHaan, Alden Ehrenreich

## Televisione

### 2001-2009
- 2001: West Wing - Tutti gli uomini del Presidente (The West Wing)

Alan Alda, Stockard Channing, Kristin Chenoweth, Dulé Hill, Allison Janney, Moira Kelly, Rob Lowe, Joshua Malina, Mary McCormack, Janel Moloney, Richard Schiff, Martin Sheen. Jimmy Smits, John Spencer e Bradley Whitford
- 2002: Buffy l'ammazzavampiri (Buffy the Vampire Slayer)

Amber Benson, Marc Blucas, David Boreanaz, Nicholas Brendon, Charisma Carpenter, Emma Caulfield, Sarah Michelle Gellar, Seth Green, Alyson Hannigan, Anthony Head, James Marsters e Michelle Trachtenberg
- 2005 (dicembre): Rescue Me

Denis Leary, Michael Lombardi, Steven Pasquale, Andrea Roth, John Scurti, Daniel Sunjata, Callie Thorne, James McCaffrey, Lenny Clarke, Charles Durning, Jack McGee, Dean Winters
- 2006: Grey's Anatomy

Justin Chambers, Eric Dane, Patrick Dempsey, Katherine Heigl, T. R. Knight, Sandra Oh, James Pickens Jr., Ellen Pompeo, Sara Ramírez, Kate Walsh, Isaiah Washington, Chandra Wilson
- 2007: Mad Men

Bryan Batt, Anne Dudek, Michael Gladis, Jon Hamm, Christina Hendricks, January Jones, Vincent Kartheiser, Robert Morse, Elisabeth Moss, Kiernan Shipka, Maggie Siff, John Slattery, Rich Sommer, Aaron Staton
- 2009: True Blood

Chris Bauer, Mehcad Brooks, Anna Camp, Nelsan Ellis, Michelle Forbes, Mariana Klaveno, Ryan Kwanten, Todd Lowe, Michael McMillian, Stephen Moyer, Anna Paquin, Jim Parrack, Carrie Preston, William Sanderson, Alexander Skarsgård, Sam Trammell, Rutina Wesley, Deborah Ann Woll

### 2010-2019
- 2012: The Walking Dead

Andrew Lincoln, Sarah Wayne Callies, Laurie Holden, Norman Reedus, Steven Yeun, Lauren Cohan, Chandler Riggs, Melissa McBride, Scott Wilson, Danai Gurira, Michael Rooker, David Morrissey
- 2013/2014: Orange Is the New Black

Taylor Schilling, Laura Prepon, Michael Harney, Michelle Hurst, Kate Mulgrew, Jason Biggs
- 2015: The Knick

Clive Owen, André Holland, Jeremy Bobb, Juliet Rylance, Eve Hewson, Michael Angarano, Chris Sullivan, Cara Seymour, Eric Johnson, David Fierro, Maya Kazan, Leon Addison Brown, Grainger Hines, Matt Frewer
- 2016: American Crime

Felicity Huffman, Timothy Hutton, W. Earl Brown, Richard Cabral, Regina King, Caitlin Gerard, Benito Martinez, Penelope Ann Miller, Elvis Nolasco, Johnny Ortiz
- 2017: Outlander

Caitríona Balfe, Sam Heughan, Tobias Menzies, Lotte Verbeek, Laura Donnelly, Steven Cree, Grant O'Rourke, Gary Lewis, Graham McTavish, Stephen Walters, Simon Callow, Nell Hudson, Dominique Pinon, Stanley Weber, Richard Rankin, Sophie Skelton, Rosie Day, Clive Russell, Frances de la Tour
- 2018: Poldark

Aidan Turner, Eleanor Tomlinson, Heida Reed, Ruby Bentall, Jack Farthing, Luke Norris, Beatie Edney, Caroline Blakiston, Gabriella Wilde, John Nettles, Christian Brassington, Ellise Chappell, Sean Gilder, Harry Richardson, Josh Whitehouse e Tom York
- 2019: American Crime Story - L'assassinio di Gianni Versace (The Assassination of Gianni Versace: American Crime Story)

### 2020-2029
- 2020: Succession
- 2021: The Good Lord Bird - La storia di John Brown (The Good Lord Bird)